# Беатрикс (театр)
«Беатри́кс» (нидерл. Het Beatrix Theater) — театр на площади Джарбеурс в Утрехте, Нидерланды. Принадлежит театральной компании «Stage Entertainment». Назван в честь королевы Беатрикс. 

## История
Здание театра построено в 1999 году по проекту архитектора Арно Мэйджса. Фактически оно является частью комплекса «Джарбеурс». К открытию театра на площади Джарбеурс установили монумент «Разоблачение» голландского скульптора Пепе Грегуара.
В 2003 году театр был реконструирован.
Как и во всех театрах компании «Stage Entertainment», в «Беатрикс» имеется выставка картин современных художников.

## Постановки в театре
| Дата открытия | Дата закрытия | Постановка                                         | Жанр   | Примечания                              |
| ------------- | ------------- | -------------------------------------------------- | ------ | --------------------------------------- |
| 09.05.1999    | 28.01.2001    | «Чикаго»                                           | мюзикл |                                         |
| 24.06.2001    | 23.02.2003    | «Лихорадка субботнего вечера»                      | мюзикл |                                         |
| 09.11.2003    | 12.02.2006    | «Mamma Mia!»                                       | мюзикл |                                         |
| 09.09.2006    | 17.10.2007    | «Виз»                                              | мюзикл |                                         |
| 09.03.2008    | 04.07.2009    | «Грязные танцы»                                    | мюзикл |                                         |
| 23.09.2009    | 10.08.2010    | «Иосиф и его удивительный, разноцветный плащ снов» | мюзикл | Переехала из «Городского театра»        |
| 03.09.2010    | 13.08.2011    | «We Will Rock You»                                 | мюзикл |                                         |
| 23.09.2011    | 08.07.2012    | «Мисс Сайгон»                                      | мюзикл |                                         |
| 05.09.2012    | 07.07.2013    | «Русалочка»                                        | мюзикл | Стационарная постановка после гастролей |
| 22.09.2013    | 27.07.2014    | «Jersey Boys»                                      | мюзикл |                                         |
| 21.09.2014    | 09.08.2015    | «Мама, я хочу на ревю»                             | мюзикл |                                         |
| 27.09.2015    | в прокате     | «Телохранитель»                                    | мюзикл |                                         |